# 江戸酒問屋
江戸酒問屋（えどざけどんや / さけどんや / さかどんや）とは、日本の江戸時代に下り酒の消費のために江戸に形成された流通機構の一部、卸売りにあたる部分で、酒を専門的に扱う問屋業者。

## 概要

### 上方と江戸
上方から菱垣廻船や樽廻船によって江戸湾に入津し、品川沖に着いた酒樽は、伝馬船（天満船）に積み換えられ、酒問屋の蔵に入った。酒仲買人がやってきて、小売酒屋へわたり、店頭から消費者が買い求めるというルートであった。江戸の酒小売業者は升酒屋（ますざかや）といった。
京都・大坂では造り酒屋が自分の出先機関としての販売店を各都市に持っているので、江戸のように酒問屋は必要とならず、形成されなかった。上方においては、そういう販売店がすなわち酒小売店であり、板看板酒屋（いたかんばんさかや）といった。

### 寄合の形成
上方で生産され海路で運ばれ江戸で消費される商品を総じて下りものというが、下りものをあつかう業界の連合体で、上方との海上輸送のいろいろな打ち合わせをする江戸十組問屋（えどとくみとんや）という寄合い組織があった。元禄7年（1694年）酒問屋もこれに加わった。

## 下り酒と地廻り酒
江戸の酒問屋には、「下り酒問屋」と「地廻り酒問屋」の2種類があった。

### 下り酒問屋
新川、新堀、茅場町あたりに軒を連ねており、摂泉十二郷産のものだけでなく尾張、三河、美濃で産した中国ものなども含めて、下り酒全般を扱った。しかし上方の酒屋は当時かなりの豪商ぞろいで、各地に自分たちのネットワークを持つ総合商社のていをなしていたので、下り酒問屋の多くは、上方でその酒を造っている酒屋の「江戸営業所」から大きくなったものであった。

### 地廻り酒問屋
南茅場町、南新堀、霊岸島あたりに軒を連ねており、幕府直轄領の多い関八州の酒、すなわち関東の人から見れば地元の酒を扱った。そこで売られる地廻り酒は、江戸の消費者にとっては「下り酒」の反対語であり、地廻り悪酒などと悪口を叩かれ、「安物の酒」「まずい酒」といったニュアンスがあった。そこで地廻り酒問屋も地廻り酒だけでは商売が成り立たなくて、しだいに下り酒も扱うようになっていった。